# Franz Kindermann (Turner)
Franz Kindermann war ein deutscher Turner. Er turnte für den TSV 1860 München.
Bei den Deutschen Kunstturnmeisterschaften 1934 erzielte er mit 217,6 Punkten Platz 6. Am 9. Mai 1937 gewann Kindermann in Münster mit dem TSV die Deutsche Turnvereinsmeisterschaft im Vereinsmannschaftsturnen vor dem Turnverein Leuna und dem Turnverein Bad Kreuznach. Im Folgejahr nahm er an der Österreichreise der Deutschlandriege teil.
Von Beruf war Kindermann seinerzeit Versicherungsangestellter.